# Blauw van Sint-Niklaas

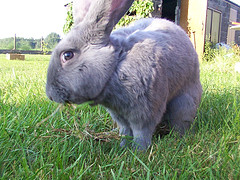
Blauwe van Sint-Niklaas, mannelijk

Het Blauw van Sint-Niklaas is een Belgisch raskonijn dat ontstond in de 19de eeuw en werd gefokt voor zijn blauw-grijze pels in de bontindustrie van het Waasland (Sint-Niklaas en Lokeren). Sinds het verdwijnen van de bontindustrie in het begin van de 20e eeuw blijven er slechts nog een handvol fokkers over die dit ras in stand houden.

## Ontstaan
De oorsprong van het blauw van Sint-Niklaas zou liggen bij de Vlaamse Reus, vandaar hun grote gewicht (4,5-6kg). De speciale kleur van de pels zou te wijten zijn aan een unieke mutatie. Oorspronkelijk was het (Blauw) Van Beveren en het Blauw van Sint-Niklaas één en hetzelfde ras. Nu is dat veranderd en zijn die twee rassen goed uit elkaar gehouden wat betreft vorm, grootte, gewicht en kleur. Door inteelt ontstonden ook witgevlekte varianten, maar die zijn (door strenge afkeuring) weggeselecteerd. Vanaf 1917 zijn alle konijnen van het ras Blauwe van Sint-Niklaas egaal van kleur.

## Pels
Dit ras werd wereldwijd geroemd omwille van de kwaliteit van zijn pels en werd zelfs geëxporteerd naar Denemarken. Binnenslands was dit ras ook gewild voor vleesproductie (omwille van de grootte). Het is dan ook een zeer geschikt ras voor dubbeldoelfokkers.